# Cretáceo Inferior
| Sistema/Período | Série/Época | Andar/Estágio  | Idade (Ma)    |
| --- | ----------- | -------------- | ------------- |
| Paleogeno | Paleoceno   | Daniano        | mais recente  |
| Cretáceo | Superior    | Maastrichtiano | 66.0–72.1     |
| Cretáceo | Superior    | Campaniano     | 72.1–83.6     |
| Cretáceo | Superior    | Santoniano     | 83.6–86.3     |
| Cretáceo | Superior    | Coniaciano     | 86.3–89.8     |
| Cretáceo | Superior    | Turoniano      | 89.8–93.9     |
| Cretáceo | Superior    | Cenomaniano    | 93.9–100.5    |
| Cretáceo | Inferior    | Albiano        | 100.5–~113.0  |
| Cretáceo | Inferior    | Aptiano        | ~113.0–~125.0 |
| Cretáceo | Inferior    | Barremiano     | ~125.0–~129.4 |
| Cretáceo | Inferior    | Hauteriviano   | ~129.4–~132.9 |
| Cretáceo | Inferior    | Valanginiano   | ~132.9–~139.8 |
| Cretáceo | Inferior    | Berriasiano    | ~139.8–~145.0 |
| Jurássico | Superior    | Titoniano      | mais antigo   |
| Subdivisão do Cretáceo de acordo com a Tabela Cronoestratigráfica Internacional versão 2015/1 da Comissão Internacional sobre Estratigrafia. |             |                |               |

Na escala de tempo geológico, o Cretáceo ou Cretácico Inferior é a época do período Cretáceo, da era Mesozoica, do éon Fanerozoico, que está compreendida entre há 145 milhões e 100,5 milhões de anos, aproximadamente. A época Cretácea Inferior sucede a época Jurássica Superior do período Jurássico de sua era e precede a época Cretácea Superior de seu período. Divide-se nas idades Berriasiana, Valanginiana, Hauteriviana, Barremiana, Aptiana e Albiana, da mais antiga para a mais recente.
Foi no Cretáceo Inferior que surgiram os primeiros mamíferos placentários.
Em Portugal, o Cretácico Inferior é conhecido pela existência de plantas com flor e dinossauros. No Brasil, é famosa a Formação de Santana, no Ceará, no inúmeros fósseis de peixes e pterossauros. 